# 中村信幸
中村 信幸（なかむら としゆき《しんこう》、1946年 - ）は、日本の中国語学者、僧侶。杏林大学教授。甲府市の曹洞宗福寿院および韮崎市の曹洞宗松雲寺住職。

## 来歴
山梨県生れ。東京外国語大学中国語学科卒業。駒澤大学大学院文学研究科仏教学専攻修士課程修了。東京外国語大学大学院修士課程修了
。
駒澤大学および大正大学、東京薬科大学、中央大学商学部、 山梨医科大学などの非常勤講師、大正大学専任講師などを経て杏林大学外国語学部中国語学科教授。外国語学部開設時の1988年より教鞭をとり、2011年1月18日に最終講義を行い退職。甲府市福寿院ならびに韮崎市松雲寺住職。
著書に「慧能研究」「典座教訓・赴粥飯法」「作る心、食べる心」などの共著がある。

## 著書
- 「国立国会図書館」を参照

### 論文
- CiNii>中村信幸